# Nemuritorul (roman de Roger Zelazny)
Nemuritorul (1966) (titlu original This Immortal), serializat ca ...Și spune-mi Conrad, este un roman science fiction al scriitorului american Roger Zelazny. LA data publicării inițiale, a fost scurtat de editor și a apărut în două părți în The Magazine of Fantasy and Science Fiction, în octombrie și noiembrie 1965. În 1966, a câștigat premiul Hugo pentru "Cel mai bun roman", la egalitate cu Dune a lui Frank Herbert.

## Istoria publicării
Majoritatea (dar nu toate) tăieturile făcute pentru versiunea serializată au fost reintroduse odată cu apariția în volum la Ace Books, iar titlul a fost schimbat de către editor în Nemuritorul. Zelazny a declarat într-un interviu că preferă titlul eponim original. Versiunea prescurtată a romanului avea 47.000 de cuvinte, în timp ce versiunea restaurată în volum avea peste 58.000. Totuși, abia când a apărut o versiune de club a cărții în anii '80, Zelazny și-a dat seama că unele tăieturi nu au fost reintroduse în volum, ceea ce făcea ca editările anterioare ale Nemuritorului să fie în continuare incomplete. Versiunea prescurtată din revistă includea și 10 paragrafe de text care nu au apărut în carte. De asemenea, "Sinopsisul părții întâi" apărut în numărul din noiembrie 1965 al F&SF (cu puțin înaintea părții a doua) este scris la persoana întâi și conține detalii despre persoana lui Conrad și despre istoria lui, care nu apar în textul principal din ...Și spune-mi Conrad sau în versiunea restaurată în anii '80 a Nemuritorului.

## Intriga
După ce a fost devastat de un război nuclear, Pământul a devenit o planetă cu doar 4 milioane de locuitori, copleșiți de o diversitate de forme de viață mutante. În plus, mare parte a Pământului este acum proprietatea veganilor, o rasă de extratereștri cu piele albastră care consideră planeta un punct turistic. Conrad Nomikos, cel care narează povestea, este un om care ar prefera să nu vorbească despre trecutul său și căruia i s-a dat o însărcinare pe care ar prefera să o refuze: să prezinte vechile ruine ale Terrei unui vegan influent. Și, când asupra vieții veganului se comit tentative de asasinat, Conrad se trezește că a devenit protectorul acestui vizitator extraterestru. El știe că e important să îl țină în viață pe vegan, dar trebuie să afle și din ce motiv.
Conrad se află acum în fața unui grup de rebeli pământeni care include un fost coleg de arme și o fostă iubită, care nu înțeleg de ce vrea el să-l protejeze pe unul dintre asupritorii Pământului. În tentativa sa, Conrad este ajutat de un alt prieten vechi și de un bătrân, care este de fapt unul dintre fii săi. În cele din urmă, se dovedește că veganul pe care îl însoțește este însărcinat să dea dispoziția finală în ceea ce privește Pământul. La rândul său, veganul este șocat de acțiunile lui Conrad, care a demolat piramidele egiptene și a filmat procesul, astfel încât, prin derularea inversă a filmului, să se poată simula construirea piramidelor. În timpul povestirii este revelat și faptul că iubita soție a lui Conrad se pare că ar fi murit într-un cataclism natural.
Rebelii înțeleg că nemuritorul caută să protejeze Pământul în felul său. Distrugând piramidele, Conrad le arată veganilor că pământenii ar prefera să distrugă valorile planetei decât să le vadă ajunse în mâinile altora. Vegan decid să lase planeta pe mâinile singurie ființe care are longevitatea, puterea și moralitatea necesare pentru a se ocupa de ea. Astfel, Conrad se trezește că a devenit proprietarul Pământului.

## Teme majore
Majoritatea eroilor lui Zelazny sunt supraoameni, zei sau semizei; Conrad Nomikos nu face excepție de la regulă. Identificat la începuturile cărții ca fiind posibilul "Kallikanzaros" de către iubita lui Cassandra (care are aceeași capacitate de a prezice viitorul și de a nu fi crezută ca și cea al cărei nume îl poartă), Conrad este comparat ulterior cu Pan. În carte nu se explică în mod clar dacă nemuritorul Conrad este sau nu zeu: deși a trăit o viață neobișnuit de lungă, există aluzii că ea s-ar putea datora mutațiilor provocate de războiul nuclear. În cartea sa, intitulată Roger Zelazny, Jane Lindskold sugerează că faptul că o jumătate a feței lui Conrad este frumoasă, iar cealaltă desfigurată, ar fi metaforă pentru abilitatea eroului de a fi atât creator, cât și distrugător, zeul distrus putând fi "vindecat" abia către sfârșitul cărții.
Zelazny a declarat: “Vreau să las cartea deschisă mai multor interpretări. Vreau să combin oarecum fantasy-ul cu SF-ul - Conrad este sau un mutant, sau Marele Zeu Pan. Cartea poate fi citită în ambele feluri.” În ton cu această declarație, unele dintre aluziile că eroul ar fi Pan sunt date de supranumele lui Conrad, Nomikos (care amintește de Nomios, unul dintre numele lui Pan), de faptul că el cântă la nai, că poate fi nemuritor și că e desfigurat (șchioapătă, are față brăzdată de cicatrici și suferă de heterocromie).
Conrad Nomikos este prototipul unor eroi viitori ai lui Zelazny, cum ar fi Corwin, zeul amnezic din Cronicile Amberului și Buddha Sam (cunoscut și ca Mahasamatman), din Domn al luminii — ambii umani, dar cu caracteristici supraumane.
Zelazny l-a desemnat pe Aldous Huxley ca fiind modelul avut în minte în timp ce scria romanul: "L-am avut [pe Huxley] în minte când am creionat lista personajelor, incluzând un savant monomaniac ca notiță de mulțumire pentru ajutor, dar atât. Nu e bine să depinzi prea mult de nimeni." 

## Traduceri în limba română
- 1995 - Nemuritorul, Ed. Pygmalion, colecția "Cyborg" traducere Ștefan Ghidoveanu, 200 pag. ISBN 973-96463-9-5
- 2010 - Nemuritorul, Ed. Nemira, colecția "Nautilus", traducere Ștefan Ghidoveanu, 256 pag., ISBN 978-606-579-110-7

## Primire
Algis Budrys a lăudat Nemuritorul pentru faptul că e "o extrem de importantă și, fără dubiu, importantă carte", descriind-o ca pe "o poveste cu aventuri și pericole, intrigă complexă, estetică și politică. . . . extrem de atrăgătoare și de optimistă."

## Premii și nominalizări
- premiul Hugo pentru "Cel mai bun roman" - câștigător, 1966[1]